# Tupptjärnen, Dalarna
Tupptjärnen är en sjö i Vansbro kommun i Dalarna och ingår i Dalälvens huvudavrinningsområde.